# 臼井リカ
臼井 リカ（うすい リカ、1993年5月5日 - ）は、日本のAV女優、元タレント。エイトマン所属。

## 経歴
2015年9月に「臼井理佳」名義でセクシーアイドルグループ・恵比寿★マスカッツのメンバーとしてデビュー。実姉である臼井愛佳も一緒に活動。2016年10月21日に「心身の状態が悪化したため」グループを脱退後フェードアウト。
2024年に「臼井リカ」名義でAVデビューすることを発表。
同年2月17日、東京・duo MUSIC EXCHANGEで行われた「FALENO FES」に出演。同イベントで行われた各種ファッションショーにてランウェイを歩く。

## 作品

### イメージビデオ
- 理想の脚線美（2016年2月26日、Tract）[5]

### アダルトビデオ

#### FALENO専属期間
FALENOは『配信特化型AVメーカー』を掲げているため、配信開始日も記載しています。
- 芸能人深夜のアイドルグループ 臼井リカAV解禁!（1月8日配信、2月8日発売）
- 芸能人の8頭身美女が淫らにイキまくるはじめて尽くしの大絶頂3本番 臼井リカ（2月3日配信、3月7日発売）
- 自らプリ尻を打ちつけながら絶頂を繰り返す全力騎乗位アクメ 臼井リカ（3月6日配信、4月11日発売）
- いつも明るいフェラチオ大好き彼女と朝から晩まで密着SEXしまくるラブラブ同棲生活 臼井リカ（4月6日配信、5月9日発売）
- 美脚セラピストが丁寧淫語で何度も脳イキ連射させてくれる超高級メンズエステ 臼井リカ（5月6日配信、6月6日発売）
- パンストマニアの変態上司に裏切られ道徳無視のセクハラで悔しイキする美脚OL 臼井リカ（6月8日配信、7月11日発売）
- 腰が砕けても逃がさない! ひたすら膣奥を貫く立ちバックハンドル 臼井リカ（7月7日配信、8月8日発売）
- パーソナルジムのトレーナーにピタパン美尻で密着誘惑されてマンツーマンで筋トレ性交 臼井リカ（8月10日配信、9月12日発売）
- バストアップサロンで執拗に乳首責めされ敏感チクイキ体質になった結婚前の私 臼井リカ（12月10日配信、2025年1月9日発売）

- 何度イっても突きまくる最狂マシンバイブで追撃失禁アクメ性交 臼井リカ（1月24日配信、2月20日発売）
- 所構わず無防備男子におそい掛かるハレンチ痴女の逆CKN 臼井リカ（2月13日配信、3月6日発売）